# Пугачевський Аркадій Мойсейович
Аркадій Пугачевський (19 жовтня 1937, м. Київ, УРСР — 15 січня 2021) — відомий український художник-гравер, екслібрисист, скульптор і поет. 

## Рання біографія
Аркадій Пугачевський народився 19 жовтня 1937 року в єврейській сім'ї в Києві. Його батько Мойсей завідував цехом на книжковій фабриці «Жовтень», а мати Раїса виховувала трьох дітей. Аркадій завжди малював, зі шкільних років писав вірші. У 14 років уже почав працювати — гравірувати штампи, циліндри для друку квитків тощо на батьківській фабриці. З 1957 по 1960 рік служив в армії, а тоді вступив на факультет графіки Українського поліграфічного інституту імені Івана Федорова у Львові (нині Українська академія друкарства). Вчився заочно, одночасно працюючи. 1962 року одружився з Вікторією Асоновою. 

## Кар'єра
По закінченню інституту Аркадій отримав посаду художника-оформлювача й ілюстратора. Також він відповідав за випуск модних каталогів — власної продукції «Жовтня». Згодом Аркадій Пугачевський співпрацював із видавництвами, зокрема з «Радянським письменником», «Молоддю» і «Дніпром». Гравірував багато листівок для видавництва «Реклама». Серед найвідоміших книжок, ілюстрованих Аркадієм Пугачевським, — збірки Івана Драча «Шабля і хустина» й «Теліжинці», Бориса Олійника, Платона Воронька, Миколи Луківа. 1989—1990 року цілком перейшов на вільну творчість.

## Творчість

### Гравюра
Мистецтву Аркадія Пугачевського завжди були притаманні гумор чи легка іронія. Уже в молоді роки його малюнки публікували журнали «Перець» та «Україна». 1989 року Аркадій зі своїм сином і учнем Геннадієм створили серію з 12 гравюр «Київські собори» для українського діаспорянського кооперативу «Ліра» в Канаді. 1990 до другої такої серії долучився Віктор Романенко. Це були їхні перші двоколірні гравюри, з яких почався шлях до дедалі багатшої палітри. Нині Аркадій Пугачевський — один із небагатьох у світі, хто використовує 10—12 дощок.
Аркадій Пугачевський працює в техніці ксилографії. Його улюбленими темами протягом усього творчого шляху лишаються жіноче тіло й музика. Багато міфологічних мотивів. Героями гравюр часто стають клоуни та тварини, особливо собаки. Пізніше з'явилися казкові й літературні мотиви. Художник дуже багато працює в жанрі ню. Кожен відбиток митець позначає печаттю сови-пугача, що походить від прізвища Пугачевський.
1990 року відбулася його перша (у групі з іще кількома художниками) виставка в Будинку архітекторів у Львові. Відтоді Аркадій виставлявся в Україні, Польщі, Данії, Австрії, Нідерландах, Бельгії, США й Китаї. 1994 року Аркадій Пугачевський разом із Геннадієм поїхали на свій перший Міжнародний конгрес екслібрисистів у Мальборк (Польща).  Займатись екслібрисом він почав ще в молоді роки, роблячи подарунки рідним і друзям. Аркадій Пугачевський брав участь у понад 50 міжнародних виставках, має 18 міжнародних нагород, є членом XYLON Україна, Німецької екслібрисної спілки (Deutschen Exlibris-Gesellschaft), Спілки граверів по дереву (Society of Wood Engravers) у Великій Британії. 2007 року вийшла друком книжка гравюр Аркадія й Геннадія Пугачевських, видана відомим меценатом Сергієм Бродовичем. 2012 року Яків Бердичевський написав статтю про Аркадія Пугачевського у IX випуску щорічного альманаху «Бібліофіли Росії». Аркадій Пугачевський входить у Біобібліографічну енциклопедію мистецтва сучасного екслібрису (Encyclopaedia Bio-Bibliographical Of The Art Of The Contemporary Ex-Libris) Артура Маріо да Мота Міранда. З 2004 року функціонує сайт Пугачевських-художників http://pugachevsky.name. Сайт присвячено п'яти митцям: Аркадію Пугачевському, його сину Геннадію, брату Олександру, ювелірному граверу, сину Олександра Вадиму, майстру 3D-моделей, і дружині Геннадія Тетяні, аніматорці мультфільмів і художниці-ілюстраторці. 

### Скульптура
Першим скульптурним твором Аркадія Пугачевського можна вважати бронзову медаль 1991 року на пам'ять загиблим у Бабиному Яру. Проте лише 2006 року художник почав робити бронзові скульптури, перша з яких — «Такса з кулею». 

### Поезія
Аркадій Пугачевський писав вірші зі шкільних років, але першу та єдину прижиттєву збірку «Начала» видав 2011 року в рекламному агентстві «А-Плюс» за підтримки Олександра Ковальова. На обкладинці книжки — Аркадієва гравюра «Адам і Єва», оформлював її Геннадій Пугачевський. Майже всі вірші мають елементи комічного, це часто буває і їдка сатира.

## Особисті та групові виставки[2]
- 1990 — Будинок архітекторів, Львів.
- 1991, 1992, 1995 — музей Тараса Шевченка, Київ.
- 1993 — Мала галерея екслібрису (Mala Galeria Exlibrisu), Ґруджядж, Польща.
- 1994 — Художній музей (Kunstmuseum), Фредериксхавн, Данія.
- 1995 — галерея AS, Вроцлав, Польща.
- 1997 — Літературно-краєзнавчий музей Бартгауз (Schrift- und Heimatmuseum Barthaus), Петтенбах, Австрія. Голландський мистецький ярмарок (Holland Art Fair), Гаага, Нідерланди. Галерея «IO», Роттердам, Нідерланди. Галерея «Oeral» Ассен, Нідерланди.
- 1998 — «Галерея Павловського» («Pavlovsky Gallery»), Утрехт, Нідерланди.
- 1999 — Галерея «Epreuve d'Artiste», виставка мистецького угруповання «Griffin», Антверпен, Бельгія.
- 2001 — виставки в Чикаго й Лос-Анджелесі, США.
- 2006 — школа DAS, Лос-Анджелес, США.

## Нагороди[2]
- 1992 — перший приз Міжнародного конкурсу екслібрисів «Columbus Voyage 1492», Польща.
- 1993 — медаль 3-го Міжнародного бієнале екслібрисів «Wooden Architecture in Exlibris», Польща.
- 1993 — приз Graphia 16-го Бієнале малих графічних форм.
- 1993 — лауреат Міжнародного конкурсу екслібрисів «S. Darius ir S. Girenas 1933—1993», Литва.
- 1994 — приз Міжнародного конкурсу екслібрисів «Water Sport in Exlibris. Augustow 94», Польща.
- 1994 — почесний приз Міжнародного конкурсу екслібрисів «Warsaw Uprise», Польща.
- 1994 — приз Lietvos liaudies kulturos centras Міжнародного конкурсу екслібрисів «Music, Dance, Song», Литва.
- 1994 — приз Міжнародного конкурсу екслібрисів «Lions International», Італія.
- 1994 — Спеціальний приз Premio Citta di Casale 1994, Італія.
- 1995 — приз Graphia 17-го Бієнале малих графічних форм.
- 1996 — медаль II Міжнародного шоу ксилографічних і лінографічних екслібрисів «Катовіце 1996», Польща.
- 1996 — приз Cordeel Gebroeders Міжнародного конкурсу екслібрисів «Reynaert De Vos», Бельгія.
- 1997 — приз Atheneum 18-го Бієнале малих графічних форм, Бельгія.
- 1997 — номінація Міжнародного конкурсу екслібрисів «Till Ulenspiegel», Бельгія.
- 1997 — диплом 5-го Міжнародного бієнале книжкових знаків, Польща.
- 1998 — «Музейна нагорода» Токійського міжнародного трієнале малих гравюр, Японія.
- 1998 — другий почесний приз Міжнародного конкурсу екслібрисів «Maus Ketti», Люксембург.
- 2001 — «Найкращий іноземний художник» 63-ї щорічної виставки 2001—2002. Спілка граверів по дереву, Велика Британія.
- 2001 — медаль III Міжнародного шоу ксилографічних і лінографічних книжкових знаків «Катовіце-2001», Польща.